# Сульфат галлия
Сульфат галлия — неорганическое соединение, соль металла галлия и серной кислоты с формулой Ga2(SO4)3, бесцветные кристаллы, образует кристаллогидрат.

## Получение
- Действием серной кислоты на галлий, его оксид или гидроксид:

{\displaystyle {\mathsf {2Ga+3H_{2}SO_{4}\ {\xrightarrow {}}\ Ga_{2}(SO_{4})_{3}+3H_{2}\uparrow }}}
{\displaystyle {\mathsf {Ga_{2}O_{3}+3H_{2}SO_{4}\ {\xrightarrow {}}\ 2Ga_{2}(SO_{4})_{3}+3H_{2}O}}}
{\displaystyle {\mathsf {2Ga(OH)_{3}+3H_{2}SO_{4}\ {\xrightarrow {}}\ Ga_{2}(SO_{4})_{3}+6H_{2}O}}}

## Физические свойства
Сульфат галлия — бесцветные расплывающиеся кристаллы, хорошо растворяется в воде, не растворяется в спирте и эфире.
Образует кристаллогидрат: Ga2(SO4)3•18H2O.

## Химические свойства
- При нагревании разлагается:

{\displaystyle {\mathsf {2Ga_{2}(SO_{4})_{3}\ {\xrightarrow {520-700^{o}C}}\ 2Ga_{2}O_{3}+6SO_{2}\uparrow +3O_{2}\uparrow }}}
- Реагирует с разбавленными щелочами:

{\displaystyle {\mathsf {Ga_{2}(SO_{4})_{3}+6NaOH\ {\xrightarrow {}}\ 2Ga(OH)_{3}\downarrow +3Na_{2}SO_{4}}}}
- и концентрированными:

{\displaystyle {\mathsf {Ga_{2}(SO_{4})_{3}+8NaOH\ {\xrightarrow {}}\ 2Na[Ga(OH)_{4}]+3Na_{2}SO_{4}}}}
- Вступает в обменные реакции:

{\displaystyle {\mathsf {Ga_{2}(SO_{4})_{3}+6HF\ {\xrightarrow {}}\ 2GaF_{3}\downarrow +3Na_{2}SO_{4}}}}
{\displaystyle {\mathsf {Ga_{2}(SO_{4})_{3}+2K_{3}PO_{4}\ {\xrightarrow {}}\ 2GaPO_{4}\downarrow +3K_{2}SO_{4}}}}
{\displaystyle {\mathsf {2Ga_{2}(SO_{4})_{3}+6Na_{2}S+3H_{2}O\ {\xrightarrow {}}\ 2Ga(OH)_{3}\downarrow +3H_{2}S\uparrow +6Na_{2}SO_{4}}}}
- С сульфатами некоторых щелочных металлов образует квасцы:

{\displaystyle {\mathsf {2Ga_{2}(SO_{4})_{3}+M_{2}SO_{4}+24H_{2}O\ {\xrightarrow {}}\ 2MGa(SO_{4})_{2}\cdot 12H_{2}O\downarrow ,\ \ \ (M=K^{+},Rb^{+},Cs^{+},NH_{4}^{+})}}}